# Аргастовит
Аргастовит (арм. Արգաստովիտ) — гавар провинции Мокк Великой Армении. На сегодняшний день территория исторического гавара Ишоца находится в границах Турции.

## География
Аргастовит находится на юго-востоке провинции Мокк. На северо-западе Аркаиц граничит с гаваром Аркаиц провинции Мокк, на севере − с гаваром Джермадзор, на востоке − с гаваром Арнойтн провинции Васпуракан, на юго-востоке − с гаваром Верин Кордик провинции Корчайк, на юго-западе − с гаваром Кордук провинции Корчайк. 
На юго-западе и юго-востоке естественной границей являются Кордукские горы (арм. Կորդվաց լեռներ).
По территории Ишоца протекает один из притоков реки Тигр.